# Medidor de precipitação radioativa Kearny

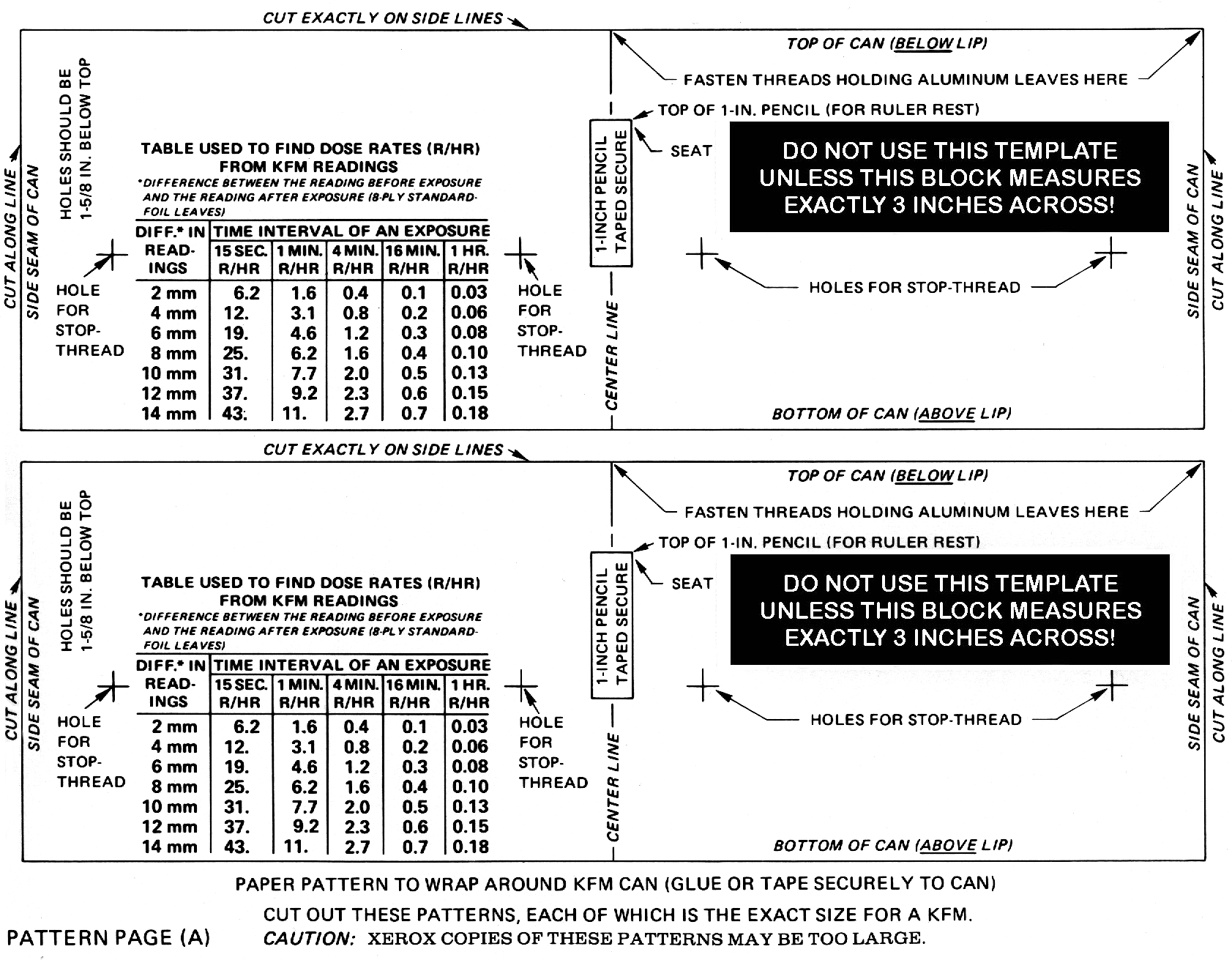
Rótulo de dosagem.

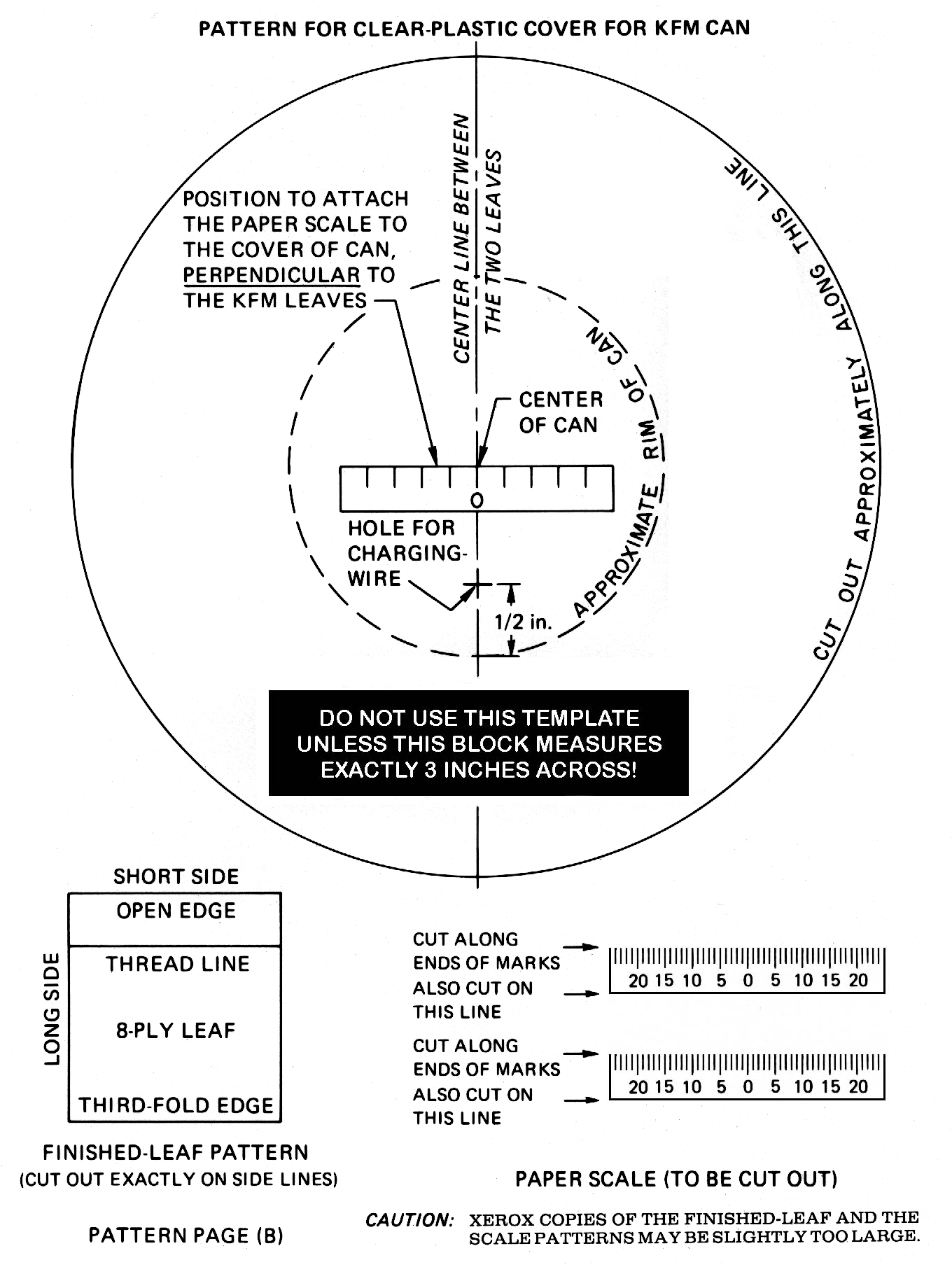
Modelo.

O medidor de precipitação radioativa Kearny, ou KFM (do inglês: Kearny fallout meter), é um medidor de radiação prático. Ele foi projetado de forma que alguém com uma habilidade mecânica normal seria capaz de construí-lo antes ou durante um ataque nuclear, usando objetos domésticos comuns.
O medidor de precipitação radioativa Kearny foi desenvolvido por Cresson Kearny a partir de investigação realizada no Laboratório Nacional de Oak Ridge e publicadas no manual de defesa civil Nuclear War Survival Skills (ISBN 0-942487-01-X). Os planos foram originalmente divulgados na publicação ORNL-5040 do Laboratório Nacional de Oak Ridge, The KFM, A Homemade Yet Accurate and Dependable Fallout Meter e foram formatados num layout pronto para impressão em papel de jornal para que possam ser impressos rapidamente com dimensões precisas em jornais locais. Deve ser construído a partir de uma cópia em escala correta dos planos; fotocópias e impressões de cópias digitais podem não estar à escala.

## História
Concebido em 1978 por Cresson Kearny, o medidor de precipitação radioativa de Kearny é uma aplicação do eletroscópio de folha de ouro desenvolvido em 1787 por Abraham Bennet. Antes disso, o uso do princípio do eletrómetro para deteção de radiação teve ampla aplicação na forma do dosímetro de fibra de quartzo. Os medidores de radiação profissionais, embora mais precisos e duráveis, apresentavam uma série de problemas potenciais, incluindo custo e falta de disponibilidade, que se esperava que o medidor de precipitação radioativa Kearny resolvesse.

## Uso
Os medidores de radiação fabricados comercialmente são normalmente baseados em circuitos eletrónicos ou requerem um aparelho de carregamento alimentado por bateria, tornando-os suscetíveis à escassez de bateria e a pulsos eletromagnéticos. O medidor de precipitação radioativa Kearny foi projetado para utilizar eletricidade estática, produzida por (por exemplo) um plástico rígido esfregado em papel seco. O KFM também foi projetado para ser menos dispendioso de construir do que o preço de compra dos dosímetros e para ser feito de materiais comummente disponíveis, de modo que pudessem ser construídos mesmo após um desastre. A maioria dos medidores de radiação comerciais também exige calibração profissional inicial e periódica, mas "... se um KFM for feito e mantido com as dimensões especificadas e com os materiais especificados, a sua precisão é automaticamente e permanentemente estabelecida por leis imutáveis da natureza".
A faixa operacional projetada é de 30 mR/h a 43R/h, com precisão de ±25%. “Um KFM parece um brinquedo” foi citado como uma “grande desvantagem” do projeto. Outra desvantagem é o método de operação, o medidor não fornece a medição durante o carregamento, mas o carregamento faz com que duas folhas de alumínio se repelam. O ângulo entre as folhas é medido e, em seguida, o utilizador mede a taxa de fechamento das folhas.

## Como funciona
Uma carga eletrostática é colocada sobre duas folhas de papel alumínio, fazendo com que elas se repulsem. À medida que a radiação atinge o medidor, as folhas de alumínio perdem a carga e começam a cair. Esta queda pode ser medida e a sua taxa pode ser estabelecida. O KFM tem sido usado como um projeto científico, demonstrando os efeitos da radiação ionizante.
As dimensões de um KFM e o peso das suas folhas estabelecem permanentemente a sua calibração, quando construído conforme especificado com uma escala de tamanho adequado.

### Planos
- Nuclear War Survival Skills Appendix C por Cresson Kearny ISBN 0-942487-01-X
- Full Report: The KFM, A Homemade Yet Accurate and Dependable Fallout Meter
- Versão online dos planos em Nuclear War Survival Skills
- Versão PDF dos planos

### Nuclear War Survival Skills
- Google Books
- Instituto de Ciência e Medicina do Oregon